# 他源文字
他源文字是指部分或全部地借用或参考其他民族的文字的字形，再根据本民族语言的特点做适宜的改动而形成的文字。其与自源文字相区别。由于所记录的语言不同，引进的他源文字一般要根据自己语言进行本土化和创新。他源文字的创新或换用有两大系列：一是引进古苏美尔文、古埃及文的他源文字系列，二是引进汉文的他源文字系列。